# Adam Darski
Adam Nergal Darski (nacido como Adam Michał Darski, Gdynia, 10 de junio de 1977), conocido como Nergal,  es un guitarrista y cantante polaco, conocido gracias a su participación en la banda Behemoth, de estilo black/death metal.

## Biografía
Adam Michał Darski, Nergal, Czolo, nació el 10 de junio de 1977. Con tan sólo 13 años formó Behemoth, banda de la que es líder, vocalista, baterista y bajista. Empezó lanzando una demo de sonido underground death metal, aunque sus siguientes trabajos se tornaron hacia el black metal. Hacia el año 1999, Behemoth cambió de nuevo su estilo hacia las fronteras del avant-garde metal y el death metal, unidos todavía con el black metal. 
Nergal siempre utilizó maquillaje al actuar con su grupo Behemoth, lo que contribuyó a su fama. Con la llegada de Inferno en 1996, Nergal pasó a ser guitarrista del grupo, y ahora es considerado uno de los virtuosos del metal extremo.

### Estado de salud
Adam Darski fue hospitalizado el 15 de agosto del 2010 por Leucemia. Según informaciones de la prensa polaca, el líder de Behemoth,había sido hospitalizado en la sección de Hematología del Hospital Universitario de Gdansk para recibir tratamiento de una enfermedad. Según su representante, Jaroslaw Burdek, Nergal se encontraba convaleciente y su estado era delicado debido a que las  sesiones de quimioterapia eran muy fuertes, esto hizo que se debilitara y perdiera en su totalidad el cabello.
En noviembre de 2010 Adam recibió su trasplante de médula ósea la cual fue un éxito, hubo una pequeña complicación en febrero, pero todo en general salió muy bien. En marzo de 2011 Darski publicó las primeras fotografías después de haber salido del hospital, además abrió una página en Facebook para despejar todo tipo de rumores. 
Esta enfermedad lo hizo reflexionar sobre su vida y cambió de manera espiritual y mental, convirtiéndose en mejor persona, hace ejercicio para sentirse bien y más fuerte, practica Yoga y Artes Marciales Mixtas cada vez que puede, se considera hipocondriaco y va al médico por cualquier dolencia, ya que descuidó su salud en gran parte de su vida y no quiere volver a pasar por el cancer.

### Polémico
Adam Darski, es declarado inocente de insulto a los sentimientos religiosos tras destrozar una Biblia durante un concierto en 2007. Darski lanzó las páginas rotas de la Biblia a los asistentes al concierto en Gdynia, al norte de Polonia, y llamó al cristianismo "la mayor secta criminal" del mundo y a la Biblia un "libro falso". La corte de Gdynia consideró que la actuación de Darski, cuyo nombre en el escenario es Nergal, formaba parte de una "forma de arte" y que los seguidores cristianos en el concierto testificaron que no se sintieron ofendidos por la actuación. Ryszard Nowak, líder del Comité Polaco para la Defensa contra las Sectas, anunció que apeló la decisión. "El tribunal consideró que sólo es arte y que Darski puede hacer cualquier cosa porque es un artista", dijo Nowak a la agencia de prensa polaca PAP. "¿Significa eso que los artistas están por encima de la ley?", añadió. Cuatro miembros del partido conservador polaco Ley y Justicia pidieron a la fiscalía en enero de 2010 que investigara lo sucedido y pidieron al vocalista que pidiera disculpas. El comité había acusado antes a Darski de promover el satanismo al destrozar la Biblia, pero el caso no fue admitido porque requería informes de gente que se sintió ofendida.

### Autobiografía
Adam Darski publicó su autobiografía titulada "Sacrum Profanum", en Polonia el 17 de octubre de 2012, el libro fue descrito por Nergal como " una entrevista realmente extensa y profunda", inicialmente sólo estará disponible en polaco, pero "dependiendo del interés, podríamos traducir esto en inglés," dijo.
La foto de la portada de "Sacrum Profanum" fue tomada por Ivo Ledwozyw, con posproducción por Seth Siro Anton (PARADISE LOST, KAMELOT, MOONSPELL, SOILWORK, EXODUS, JOB FOR A COWBOY, DECAPITATED, VADER). Varios clips promocionales de "Sacrum Profanum" fueron recientemente dirigidos por Dariusz Szermanowicz de la productora polaca Grupa 13, con quien ya había trabajado Nergal en los videos de BEHEMOTH "At The Left Hand Ov God" y "Ov Fire And The Void". Los adelantos fueron escritos por Nergal y son "pequeños retratos de algunos capítulos del libro", según el líder de BEHEMOTH. Los clips muestran a Nergal leyendo fragmentos de su autobiografía, además de actuar las partes de las historias que él describe como "algo divertidas, algo tristes, algunas demoníacas, algunas relacionadas con la banda y algunas no" La serie de tráileres están en el idioma polaco con subtítulos en inglés.

## Discografía

### Behemoth
- 1992: Endless Damnation (demo)
- 1993: The Return of the Northern Moon (demo)
- 1994: ...From the Pagan Vastlands (demo)
- 1994: And the Forests Dream Eternally (EP)
- 1995: Sventevith (Storming Near the Baltic) (CD)
- 1996: Grom (CD)
- 1997: Bewitching the Pomerania (EP)
- 1997: Pandemonic Incantations (CD)
- 1999: Satanica (CD)
- 2000: Thelema.6 (CD)
- 2001: Antichristian Phenomenon (EP)
- 2002: Zos Kia Cultus (Here and Beyond) (CD)
- 2003: Conjuration (EP)
- 2004: Demigod (CD)
- 2005: Slaves Shall Serve (EP)
- 2006: Demonica (recopilatorio)
- 2007: The Apostasy (CD)
- 2008: At the Arena ov Aion - Live Apostasy (en directo 2×CD)
- 2008: Ezkaton EP (2008)
- 2009: Evangelion (CD)
- 2014: The Satanist (CD)
- 2018: I Loved you at your darkest (CD)
- 2022: Opvs Contra Natvram (CD)

### Me and That Man
- 2017: Songs of Love and Death
- 2020: New Man, New Songs, Same Shit, Vol. 1
- 2021: New Man, New Songs, Same Shit, Vol. 2

### Voodoo Gods
- Shrunken Head

### Tributos
- 1996: Czarne Zastepy tributo a Kat
- 1999: A Tribute to Mayhem: Originators of the Northern Darkness tributo a Mayhem
- 2000: Tyrants from the Abyss tributo a Morbid Angel

### Como invitado y miembro de sesión
- 1994: Mastiphal - Nocturnal Landscape (batería)
- 1996: Hermh - Crying Crown of Trees (bajo)
- 1996: December's Fire - Vae Victis (voz)
- 1997: Damnation (banda) - Coronation (bajo)
- 1998: Hefeystos - Psycho Cafe (voz)
- 2002: Hangover - Terrorbeer (voz)
- 2002: Vader - Revelations (voz)
- 2002: Mess Age - Self-Convicted (voz)
- 2003: Corruption - Orgasmusica (voz)
- 2003: Sweet Noise - Revolta (voz)
- 2008: Frontside - Teoría Konspiracji (voz)
- 2009: Ex Deo - Romulus (voz)

## Videografía
- Decade Of Therion
- Slaves Shall Serve
- As Above So Below
- Conquer All
- Antichristian Phenomenon
- Christian To The Lions
- Crush Fukk Create (Part. I, II & III)
- Live In Eschaton
- Ora Pro Nobis Lucifer
- Demonica
- Cast Down The Heretic (Con Nile)
- At The Left Hand Ov God
- Prometherion
- Inner Sanctum
- Ov Fire And The Void
- Alas, Lord Is Upon Me
- Lucifer
- Blow Your Trumpets Ov Gabriel
- Messe Noire
- The Satanist
- Ben Sahar
- My Church Is Black
- Ain't Much Loving
- Cross My Heart And Hope To Die

- Datos: Q349127
- Multimedia: Adam Darski / Q349127